# 가미야마구치촌
가미야마구치촌(上山口村)은 사이타마현 이루마군에 설치되었던 촌이다. 현재의 도코로자와시 남부에 해당한다.